# Томас Фредерік Чізмен
Томас Фредерік Чізмен (англ. Thomas Frederic Cheeseman) — новозеландський ботанік, зоолог і натураліст британського походження.

## Біографія
Томас Фредерік Чізмен народився 1846 року у місті Кінгстон-апон-Халл (Велика Британія). У віці 6 років він разом зі своєю сім'єю емігрував до Нової Зеландії. Сім'я вирушила у плавання на кораблі «Артемізія» і прибула в Окленд у квітні 1853 року.
Хоча Томас Фредерік Чізмен був знаний перш за все як ботанік, він, можливо, зміг би досягти такої ж популярності в області зоології, якби вирішив зробити зоологічну тему основною у своїх наукових дослідженнях. 1876 року він опублікував список нових видів молюсків, знайдених в Оклендській гавані. Але ще більше значення мали три його роботи, в яких були описані нові роди і нові види молюсків. Ці три роботи були написані так добре, що зроблені висновки залишаються беззаперечними й донині, і розгляд об'єкта дослідження у даних наукових роботах все ще служить моделлю того, як подібні роботи повинні бути зроблені.
Томас Фредерік Чізмен помер 15 жовтня або 16 жовтня 1923 року.

## Наукова діяльність
Томас Фредерік Чізмен спеціалізувався на папоротеподібних та насінних рослинах.

## Публікації
Томас Фредерік Чізмен опублікував 79  наукових статей у Transactions of the Royal Society of New Zealand, включаючи:
- Cheeseman T. F. 1878. Descriptions of three new Species of Opisthobranchiate Mollusca, from New Zealand. Transactions of the Royal Society of New Zealand, volume 11.
- Cheeseman T. F. 1906. Manual of the New Zealand flora.
- Cheeseman T. F, Hemsley W. B. & Smith M. 1914. Illustrations of the New Zealand Flora, volume 1, volume 2.